# 사이드 압둘라 칸
사이드 압둘라 칸(러시아어: Саид Абдулла-хан, 1873년 ~ 1933년)은 히바 칸국의 마지막 칸이다. 1918년 즉위 했으나, 1920년 4월 27일 히바 칸국이 공산화가 되어 왕위가 폐지되며 퇴위하게 된다.

## 참고 문헌
- Howorth, Henry Hoyle (1880). 《History of the Mongols, from the 9th to the 19th Century. Part II division II. The so-called tartars of Russia and Central Asia》 Longmans, Green a Co판. Londres.

| 전임 아스판디야로프 칸 | 제55대 히바 칸국의 칸 1918년 ~ 1920년 | 후임 멸망 |